# 马巧珍
马巧珍（1945年—），女，汉族，山西阳城人，中华人民共和国政治人物，曾任晋城市人民政府市长、中共晋城市委书记。全国人民代表大会山西地区代表。

## 生平
早年毕业于山西农学院农学专业。2008年当选为第十一届全国人大代表。